# Okkivaara
Okkivaara är en kulle i Finland. Den ligger i Enontekis i den norra delen av landet, 1 000 km norr om huvudstaden Helsingfors. Toppen på Okkivaara är 511 meter över havet, eller 63 meter över den omgivande terrängen. Bredden vid basen är 5,2 km.
Terrängen runt Okkivaara är huvudsakligen platt, men åt nordost är den kuperad.  Trakten runt Okkivaara är nära nog obefolkad, med mindre än två invånare per kvadratkilometer. Omgivningarna runt Okkivaara är i huvudsak ett öppet busklandskap.